# جبل غونغا
جبل غونغا المعروف أيضا باسم المنيا كونكا، هو أعلى جبل في مقاطعة سيتشوان، في الصين. و يعرف أيضا لدى السكان المحليين باسم «ملك جبال سيتشوان». يقع في سلسلة جبال داشوه شان، بين نهر دادو ونهر يالونغ، وهو جزء من منطقة جبال هنغدوان، جبل غونغا هو اعلى قمة في الشرق 7,000 متر (23,000 قدم) وثالث أعلى قمة خارج هيمالايا / كاراكورام، بعد تيريش مير وكونغور تاغ.
قمة الجبل تتميز بعمودية كبيرة بالمقارنة مع الوديان العميقة المجاورة .